# قطعنامه ۵۹۶ شورای امنیت
قطعنامه ۵۹۶ شورای امنیت سازمان ملل متحد که در تاریخ ۲۹ مه ۱۹۸۷ تصویب شد، سندی بین‌المللی دربارهٔ اسرائیل-جمهوری عربی سوریه است. این قطعنامه طی نشست ۲۷۴۸ام با ۱۵ موافق، ۰ مخالف و ۰ ممتنع تصویب شد.